# Michael Gough (Archäologe)
Michael Richard Edward Gough (* 2. August 1916 in Newcastle upon Tyne; † 25. September 1973 in Toronto) war ein britischer Klassischer Archäologe.
Nach dem Studium in Cambridge und Militärdienst im Zweiten Weltkrieg lehrte Michael Gough seit 1951 als Lecturer für Klassische Archäologie an der Universität Edinburgh. Von 1961 bis 1968 war er Direktor des British Institute of Archaeology in Ankara, von 1968 bis zu seinem Tode Professor of Christian Archaeology am Pontifical Institute of Medieval Studies in Toronto.
Ab 1946 war er verheiratet mit Mary Gough, geb. Ormsby.
Seine Forschungen galten überwiegend dem spätantik-frühbyzantinischen Kilikien (Kleinasien). Hier war er zunächst besonders in Anazarbos und Ayaş (Elaiussa Sebaste) tätig, sein wichtigstes Projekt war jedoch die Erforschung und Freilegung der gut erhaltenen frühbyzantinischen Klosteranlage von Alahan. Seit 1957 grub er auch in der römischen Villa Dionysos in Knossos (Kreta).

## Schriften
- Anazarbus, Anatolian Studies 2 (1952) 85–150.
- Mosaics at Sultantepe (Osrhoene) and at Ayaş (Elaeusa Sebaste), Illustrated London News (1953) 670–671.
- A Bath Inscription from Osrhoene, Journal of Hellenic Studies 74 (1954) 179–180.
- A Temple Church at Ayaş, Anatolian Studies 4 (1954) 49–64.
- Historical Appendix, in: Mary Gough, The Plain and the Rough Places. An account of archaeological journeying through the Plain and the Rough Places of the Roman Province of Cilicia in Southern Turkey (London 1954) 227–233.
- Early Churches in Cilicia, Byzantinoslavica 16 (1955) 210–211.
- Early Churches in South-east Turkey, The Listener 53, Nr. 1351 (1955, Jan. 20) 106-.
- Some Recent Finds at Alahan (Koja Kalessi), Anatolian Studies 5 (1955) 115–123.
- Augusta Ciliciae, Anatolian Studies 6 (1956) 165–177.
- A Church of the Iconoclast (?) period in Byzantine Isauria, Anatolian Studies 7 (1957) 153–162.
- A fifth century silver reliquary from Isauria, Byzantinoslavica 19 (1958) 244–250.
- Report on archaeological work carried out at Alahan in 1957, Türk Arkeoloji Dergisi 8 (1958) Nr. 2, 6–7.
- Rez.: G. Faider-Feytmans, Recueil des bronzes de Bavai (1957). Antiquity 32 (1958) 288–289.
- The "Paradise of Dağ Pazarı": A Newly Discovered Early Christian Mosaic in Southern Asia Minor, Illustrated London News 233, 1958, 644–646.
- Karlık and Dağ Pazarı, 1958, Türk Arkeoloji Dergisi 9 (1959) Nr. 2, 5–6.
- Report on Work carried out during Summer, 1958, Anatolian Studies 9, 1959, 7–8.
- Rez.: F. G. van der Meer, C. Mohrmann, Atlas of the Early Christian world (1958), Antiquity 33 (1959) 222–223.
- Rez.: M. Guido, Syracuse. A Handbook to its History and pricipal Monuments (1958). Antiquity 33, 1959, 143.
- Dağ Pazarı 1959, Türk Arkeoloji Dergisi 10 (1960) Nr. 2, 23–24.
- Isauria and Cilicia, 1959, Anatolian Studies 10 (1960) 6–8.
- The early Christians (London 1961) – Übersetzungen: I primi cristiani (Milano 1962); Den fornkristna kulturen: fem sekel historia, tro och konst (Stockholm 1963); De eerste Christenen. (Zeist 1963); Os primitivos cristãos (Lisboa 1969).
- The Church of the Evangelists at Alahan. A preliminary report, Anatolian Studies 12 (1962) 173–184.
- Alahan Monastery, Anatolian Studies 12 (1962) 6–8.
- [Beiträge zu:] Monuments from Lycaonia, the Pisido-Phrygian Borderland, Aphrodisias. Edited by Sir William Calder and J. M. R. Cormack. With contributions from M. H. Ballance and M. R. E. Gough. Monumenta Asia Minoris Antiqua 8 (1962).
- Excavations at Alahan Monastery. Second preliminary report, Anatolian Studies 13 (1963) 105–115.
- Excavations at Alahan 1962, Anatolian Studies 13 (1963) 5–7.
- Excavations at Alahan Monastery. Third preliminary report, Anatolian Studies 14 (1964) 185–190.
- The monastery of Eski Gümüş. A preliminary report, Anatolian Studies 14 (1964) 147–161.
- Excavations at Alahan 1963, Anatolian Studies 14 (1964) 6–8.
- Eski Gümüş 1963, Anatolian Studies 14 (1964) 8–9.
- British archaeology abroad, Antiquity 38 (1964) 12–13.
- [From Rome to Byzantium], in: Michael Grant, The Birth of Western Civilization: Greece and Rome (London 1964).
- Christian archaeology in Turkey, in: Atti del VI Congresso internazionale di archeologia cristiana. Ravenna 23–30 settembre 1962 (Roma 1965) 405–412.
- The monastery church of Eski Gümüş, Archaeology 18 (1965) 254–263.
- The monastery of Eski Gümüş. Second preliminary report, Anatolian Studies 15 (1965) 157–164.
- Eski Gümüş, 1964, Anatolian Studies 15 (1965) 8–9.
- A thurible from Dağ Pazarı, Anadolu araştirmaları 2 (1965) 231–235.
- British archaeology abroad, Antiquity 39 (1965) 39–40.
- Rez.: J. u. N. Thierry, Nouvelles Églises Rupestres de Cappadoce, American Journal of Archaeology 69 (1965) 87–88.
- Restoration at Gümüş, Anatolian Studies 16 (1966) 9.
- Alahan, Anatolian Studies 16 (1966) 9–10.
- British archaeology abroad, Antiquity 40 (1966) 93–94.
- Alahan Monastery. Fourth preliminary report, Anatolian Studies 17 (1967) 37–47.
- Excavations at Alahan 1967, Türk Arkeoloji Dergisi 16 (1967) Nr. 1, 95–99.
- British archaeology abroad, Antiquity 41 (1967) 130–131.
- Alahan Monastery. A Masterpiece of Early Christian Architecture, Bulletin of the Metropolitan Museum of Art 26 (1967–68) 455–464.
- Alahan Monastery 1968, Türk Arkeoloji Dergisi 17 (1968) Nr. 1, 67–70.
- Alahan Monastery. Fifth preliminary report, Anatolian Studies 18 (1968) 159–167.
- Alahan Monastery, Anatolian Studies 18 (1968) 7–8.
- Alahan Monastery, 1969, Anatolian Studies 19 (1969) 4.
- [advisory editor] The Hamlyn history of the world in colour. Vol. 4: Byzantium and the Ancient East (Feltham 1969) [darin Introduction].
- Alahan Monastery, 1970, Türk Arkeoloji Dergisi 19 (1970) Nr. 1, 95–98.
- Excavations at Alahan Monastery 1970, Royal Ontario Museum Archaeological Newsletter NS 64 (Sept. 1970).
- Alahan, 1970, Anatolian Studies 21 (1971) 12–13.
- The Secular Appointment of Alahan Monastir, American Journal of Archaeology 75 (1971) 202–203.
- [Revision des Kapitels Cilicia], in: A. H. M. Jones, The cities of the eastern Roman provinces. 2. ed. (Oxford 1971) 181–214.
- The Emperor Zeno and some Cilician Churches, Anatolian Studies 22 (1972) 199–212.
- Excavation of Alahan Monastery, 1972, Royal Ontario Museum Archaeological Newsletter NS 91 (Dec. 1972)
- The origins of Christian art (London 1973).
- Alahan Monastery: The Final Season, Royal Ontario Museum Archaeological Newsletter NS 101 (Oct. 1973).
- The peaceful kingdom. An Early Christian mosaic pavement in Cilicia Campestris, in: Mansel'e armağan. Mélanges Mansel (Ankara 1974) 411–419.
- Three forgotten martyrs of Anazarbus in Cilicia, in: Essays in Honour of Anton Charles Pegis (Toronto 1974) 262–267.
- Rez.: Th. Mathews, The early churches of Constantinople. Architecture and liturgy (1971). Art Bulletin 56 (1974) 120–121.
- Notes on a visit to Mahras Monastery in Isauria, Byzantine Studies/Études byzantins 1 (1974) 65–72.
- Rez.: S. Kostof, Caves of God. The Monastic Environment of Byzantine Cappadocia (1972). Byzantine Studies/Études byzantins 1 (1974) 95–96.
- Dağ Pazarı. The basilical church extra muros, in: Studies in memory of David Talbot Rice (Edinburgh 1975) 147–163.
- s. v. Adana, Augusta, Claudiopolis, Dağ Pazarı. Epiphaneta, Epiphaneia. Flaviopolis. Hierapolis Castabala, Kanlidivane, Mallos, Mopsuestia, Soloi (Pompeiopolis), Tarsus, Zephyrion (Mersin). In: Richard Stillwell et al. (Hg.): The Princeton Encyclopedia of Classical Sites. Princeton University Press, Princeton, N.J. 1976, ISBN 0-691-03542-3.
- Gough, Mary (ed.), Alahan. An early Christian monastery in southern Turkey. Based on the Work of Michael Gough (Toronto 1985) (Pontifical Institute of Mediaeval Studies. Studies and texts, 73).
- Alahan Monastery and its Setting in the Isaurian Country Side, in: ebenda 3–17.

## Würdigungen
- Seton Lloyd, Anatolian Studies 24, 1974, 4
- N. N., Mediaeval Studies 36, 1974, 1–6

| Personendaten    | Personendaten                 |
| ---------------- | ----------------------------- |
| NAME             | Gough, Michael                |
| ALTERNATIVNAMEN  | Gough, Michael Richard Edward |
| KURZBESCHREIBUNG | britischer Archäologe         |
| GEBURTSDATUM     | 2. August 1916                |
| GEBURTSORT       | Newcastle upon Tyne           |
| STERBEDATUM      | 25. September 1973            |
| STERBEORT        | Toronto                       |